# Christian Monneret
Pour les articles homonymes, voir Monneret.
Christian Monneret (né le 2 février 1943 à Ney) est un athlète français, spécialiste du lancer du javelot.

## Biographie
Il est sacré champion de France du lancer du javelot en 1967 à Colombes, avec la marque de 70,56 m.
Il remporte la médaille d'argent du lancer du javelot lors des Jeux méditerranéens de 1963, à Naples, devancé par l'Italien Carlo Lievore.
Son record personnel, établi en 1963, est de 79,41 m.
Il est le frère cadet de René-Jean Monneret, sextuple champion de France du décathlon.